# Nora Gregor
Nora Gregor, pseudonimo di Eleonora Hermina Gregor (Gorizia, 3 febbraio 1901 – Viña del Mar, 20 gennaio 1949), è stata un'attrice austriaca.

## Biografia
Nacque a Gorizia (che all'epoca faceva parte dell'impero austro-ungarico) da genitori austriaci di origine ebraica. Il 2 dicembre 1937, dopo aver divorziato dal pianista Mitja Nikisch nel 1934, si sposò con il politico Ernst Rüdiger Starhemberg, vicecancelliere dell'Austria. Nel 1938, l'Anschluss, l'annessione dell'Austria da parte della Germania nazista, costrinse la coppia a migrare in Francia attraverso la Svizzera. Durante la seconda guerra mondiale si spostò in Argentina e in Cile. Dal principe Starhemberg ebbe un figlio, l'attore e scrittore Heinrich Starhemberg (1934 – 1997), noto con il nome d'arte di Henry Gregor. Morì in seguito a una crisi cardiaca a Viña del Mar (Santiago del Cile). Secondo i giornali viennesi dell'epoca si sarebbe trattato di un suicidio; tuttavia, il suo biografo, Hans Kitzmüller, ritiene improbabile l'ipotesi di un suicidio, dato che le circostanze della sua morte non permettono di confermarla.

### Carriera
Nora Gregor debuttò nel 1918 con delle operette a Graz e al Raimundtheater di Vienna, poi al teatro di Berlino con il regista Max Reinhardt al Reinhardt-Bühnen e al Volksbühne. Contemporaneamente, recitò come attrice cinematografica a partire dagli anni venti, recitando nella pellicola muta Gefesselt di Peter Paul Felner (1920). Seguirono altri ruoli, soprattutto quello della principessa Zamikoff in Desiderio del cuore del regista danese Carl Theodor Dreyer.
Ella recitò il suo primo ruolo non muto nella pellicola Olympia di Jacques Feyder, con Theo Shall. Lavorò brevemente a Hollywood durante il primo periodo del cinema sonoro, apparendo nelle versioni in lingua tedesca di grandi  come Mordprozeß Mary Dugan (1930) di Arthur Robinson e His Glorious Night. In California, ella continuò la carriera teatrale recitando in vari spettacoli, nei quali spesso condivise il palco con Douglas Fairbanks Junior. La sua carriera teatrale in lingua tedesca continuò pure al Burgtheater di Vienna, dove ebbe successo con due opere di William Shakespeare: Otello, nel quale interpretò Desdemona, e Romeo e Giulietta, nel quale era Giulietta.
Il suo ruolo più famoso sugli schermi fu quello di Christine ne La regola del gioco un film di Jean Renoir del 1939. La sua ultima apparizione fu per La fruta mordida, un film cileno del 1945 di Jacques Rémy.

## Filmografia

### Attrice

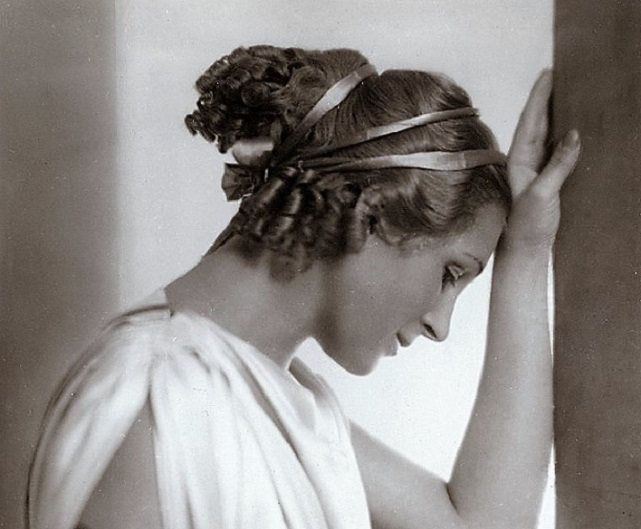
Nora Gregor fu anche un'apprezzata attrice di teatro: qui è Taisa in Pericle, principe di Tiro, di Shakespeare

- Gefesselt, regia di Peter Paul Felner (1920)
- Wie Satan starb, regia di Heinz Hanus, Otto Rippert (1920)
- Das Grinsende Gesicht, regia di Julius Herska (1921)
- Die Schauspielerin des Kaisers, regia di Hans Otto Löwenstein (1921)
- Die Trennende Brücke, regia di Julius Herska (1922)
- Die Tochter des Brigadiers, regia di Friedrich Porges (1922)
- Die Venus, regia di Hans Homma (1922)
- Irrlichter der Tiefe, regia di Fritz Freisler (1923)
- Die Kleine Sünde, regia di Julius Herska (1923)
- Moderne Laster, regia di Leopold Niernberger (1924)
- Desiderio del cuore (Mikaël), regia di Carl Theodor Dreyer (1924)
- Der Mann, der sich verkauft, regia di Hans Steinhoff (1925)
- Das Mädchen mit der Protektion, regia di Max Mack (1925)
- Der Geiger von Florenz, regia di Paul Czinner (1926)
- Eheskandal im Hause Fromont jun. und Risler sen., regia di A.W. Sandberg (1927)
- Olympia, regia di Jacques Feyder (1930)
- Mordprozeß Mary Dugan, regia di Arthur Robison (1931)
- ...und das ist die Hauptsache!?, regia di Joe May (1931)
- But the Flesh Is Weak, regia di Jack Conway (1932)
- Was Frauen träumen, regia di Géza von Bolváry (1933)
- Abenteuer am Lido , regia di Richard Oswald (1933)
- La regola del gioco (La Règle du jeu), regia di Jean Renoir (1939)
- La fruta mordida, regia di Jacques Rémy (1945)

### Film o documentari dove appare Nora Gregor
- Wir schalten um auf Hollywood, regia di Frank Reicher (1931)